# 赛赤·确吉洛智嘉措
赛赤·确吉洛智嘉措（藏語：ཆོས་ཀྱི་བློ་གྲོས་རྒྱ་མཚོ，威利转写：chos kyi blo gros rgya mtsho；1969年3月18日—），原名曲吉洛哲，男，藏族，青海化隆人，第十三世（计追认）赛赤活佛。

## 生平
曲吉洛哲是青海省化隆回族自治县石大仓乡石大仓村人。早年在黄南藏族自治州拉莫德钦寺学经，后受格隆（比丘）戒。1992年11月，塔尔寺管委会遵照活佛转世的相关文件，同黄南藏族自治州拉莫德钦寺达成协议，决定由塔尔寺主持寻访十三世赛赤活佛的转世灵童。通过三个月的寻访，塔尔寺管委会及该寺赛赤尕哇（赛赤活佛府邸）共寻访到五位灵童。1993年1月27日（农历正月初五），在宗喀巴诞生之地塔尔寺大金瓦殿内按照藏传佛教仪轨举行了认定仪式，青海省政协副主席、青海省佛教协会会长、塔尔寺寺主阿嘉活佛主持了认定仪式，阿嘉活佛和叶雄活佛宣布曲吉洛哲（此前已在拉莫德钦寺受比丘戒）为转世灵童。同年，在塔尔寺举行了坐床典礼，正式继任赛赤活佛。
后来，他取得大专学历，历任黄南藏族自治州政协委员、副主席，第十一届全国政协委员，全国青联常委，青海省青联副主席，青海省佛教协会副会长、会长。2010年2月，当选为中国佛教协会副秘书长。他还担任了青海省塔尔寺管委会副主任的职务。
2023年1月，当选为青海省政协副主席。